# Рене Бариентос Ортуньо
Рене Бариентос Ортуньо (на испански: René Barrientos Ortuño) е боливийски политик, вицепрезидент през 1964 г. и 58-ият, 59-ият и 61-вият президент на Боливия.
Роден е на 30 май 1919 година и умира на 27 април 1969 година. Президент е на страната в периода 1964 г. - 1969 г. По време на управлението си се справя с партизанското движение на Че Гевара и има заслуги за неговото залавяне.
През 1968 година избухва скандал след като Антонио Аргедас, негов приятел и министър на вътрешните работи, изчезва с дневника на Че Гевара и след това се появява в Куба, където признава, че е марксист и почитател на Че, като обвинява Ортуньо, че се подчинява на чужди интереси и му е заплащано то ЦРУ. На 27 април 1969 година Рене Бариентос Ортуньо загива при катастрофа с хеликоптер при неизяснени обстоятелства. Много хора вярват, че е вследствие на саботаж, защото след масовите жестокости над партизанското движение на президента се гледа като на жесток диктатор, а не като на демократ.